# Berlin (Illinois)
Berlin ist ein Dorf im Sangamon County, Illinois, Vereinigte Staaten. Es gehört zur Springfield, Illinois Metropolitan Statistical Area. Das U.S. Census Bureau hat bei der Volkszählung 2020 eine Einwohnerzahl von 141 ermittelt. Umgangssprachlich wird es auch „Old Berlin“ („Alt-Berlin“) genannt, da nur ca. zwei Kilometer weiter südlich das größere Dorf New Berlin („Neu-Berlin“) liegt.

## Geographie
Berlin liegt auf einer Höhe von 194 m und erstreckt sich auf einer Fläche von 2,59 km² Land.